# Ziferblat
Ziferblat (укр. Циферблат) — український музичний гурт, який складається із трьох учасників: Даниїла Лещинського (соліст), Валентина Лещинського (гітарист), Федора Ходакова (барабанщик). Гурт представляв Україну на пісенному конкурсі «Євробачення-2025» з піснею «Bird of Pray» (укр. «Молитовна пташка») у швейцарському місті Базелі та посів 9 місце.

## Історія
Перший мініальбом «Кіносеанс» був випущений у грудні 2017 року. 2019 року випустили сингл «Вночі». Того ж року «Циферблат» взяли участь у телевізійному конкурсі «X-Фактор», де заспівали вищезгаданий сингл.

У 2022 році «Циферблат» презентували музичне відео на пісню «Земля», яке було добре сприйняте публікою[джерело?]. У жовтні того ж року стало відомо, що гурт потрапив до лонг-листа Національного відбору на Пісенний конкурс «Євробачення 2023», але до десятки перших не потрапив. У листопаді вийшов сингл «Для чого ти прийшла» — другий з майбутнього альбому «Перетворення». У лютому 2023 року вийшов останній, третій сингл альбому — «Диско-Фанко Терапія». Сама платівка була випущена 7 квітня 2023 та презентована на сольному концерті 22 квітня. Альбом налічує 13 пісень, написаних переважно в період до 2019—2020 років. За словами артистів, концепція альбому полягає в тому, що він показує їхнє становлення з підліткового віку до дорослого життя: 
|  | Єдине перетворення відбувається на стику підліткового віку і дорослішання. Про це і наш альбом. Про становлення. |

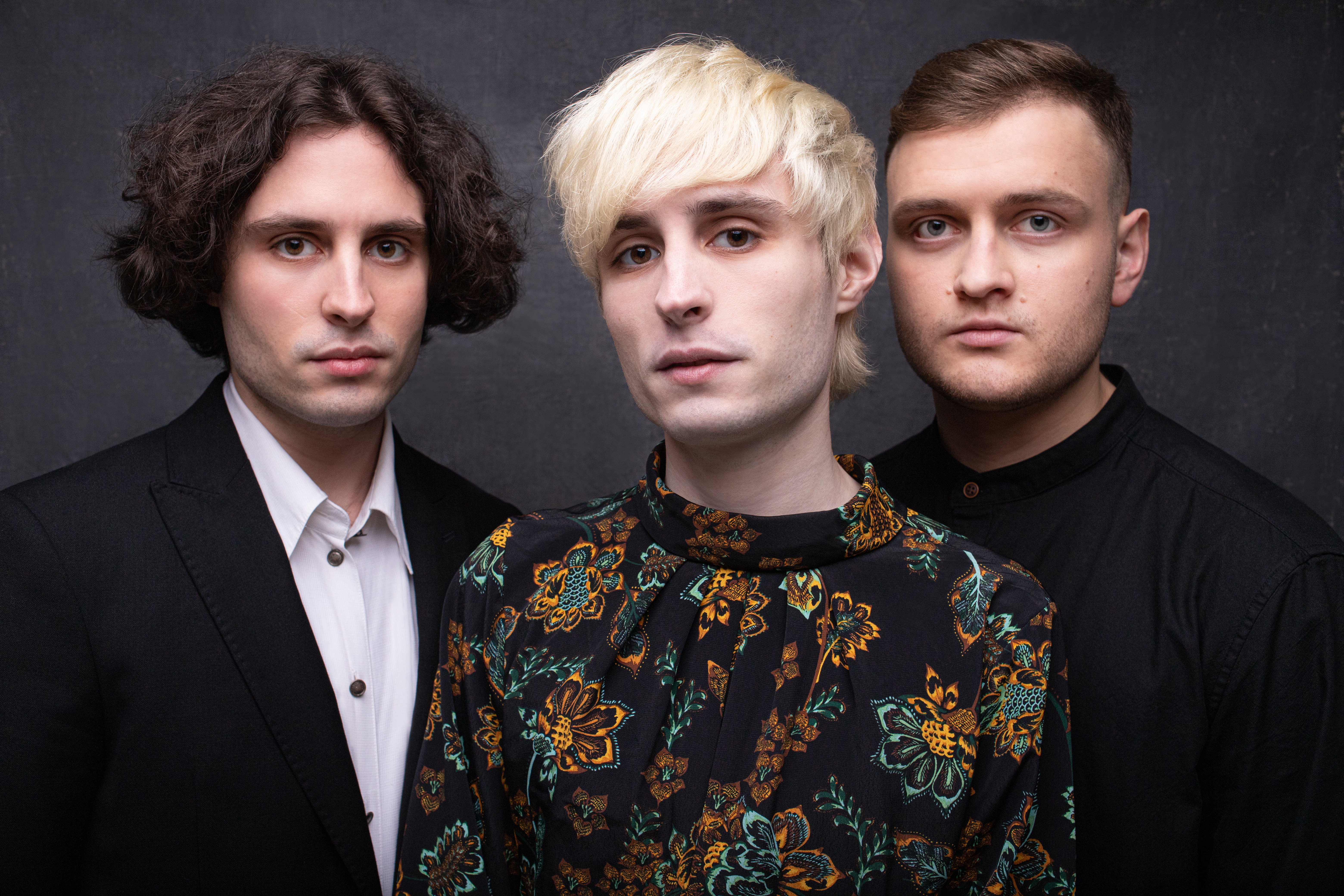
Ziferblat (2023)

У вересні того ж року «Циферблат» здобули перемогу на премії «Muzvar Awards» у номінації «Найкращі нові імена альтернативної музики».
2024 року гурт потрапив до фіналу Національного відбору на «Євробачення-2024» з піснею «Place I Call Home». «Циферблат» зайняли 2 місце у загальному рейтингу, отримавши 11 балів від журі та 8 балів від глядачів.

У березні 2024 року гурт провів два концерти в Києві у клубі Atlas, квитки на які були повністю розпродані. Після цього, колектив провів свій перший тур Україною, загалом відігравши 11 концертів. У грудні того ж року гурт випустив спільну пісню з гуртом Tember Blanche під назвою «Дотепер і Назавжди».

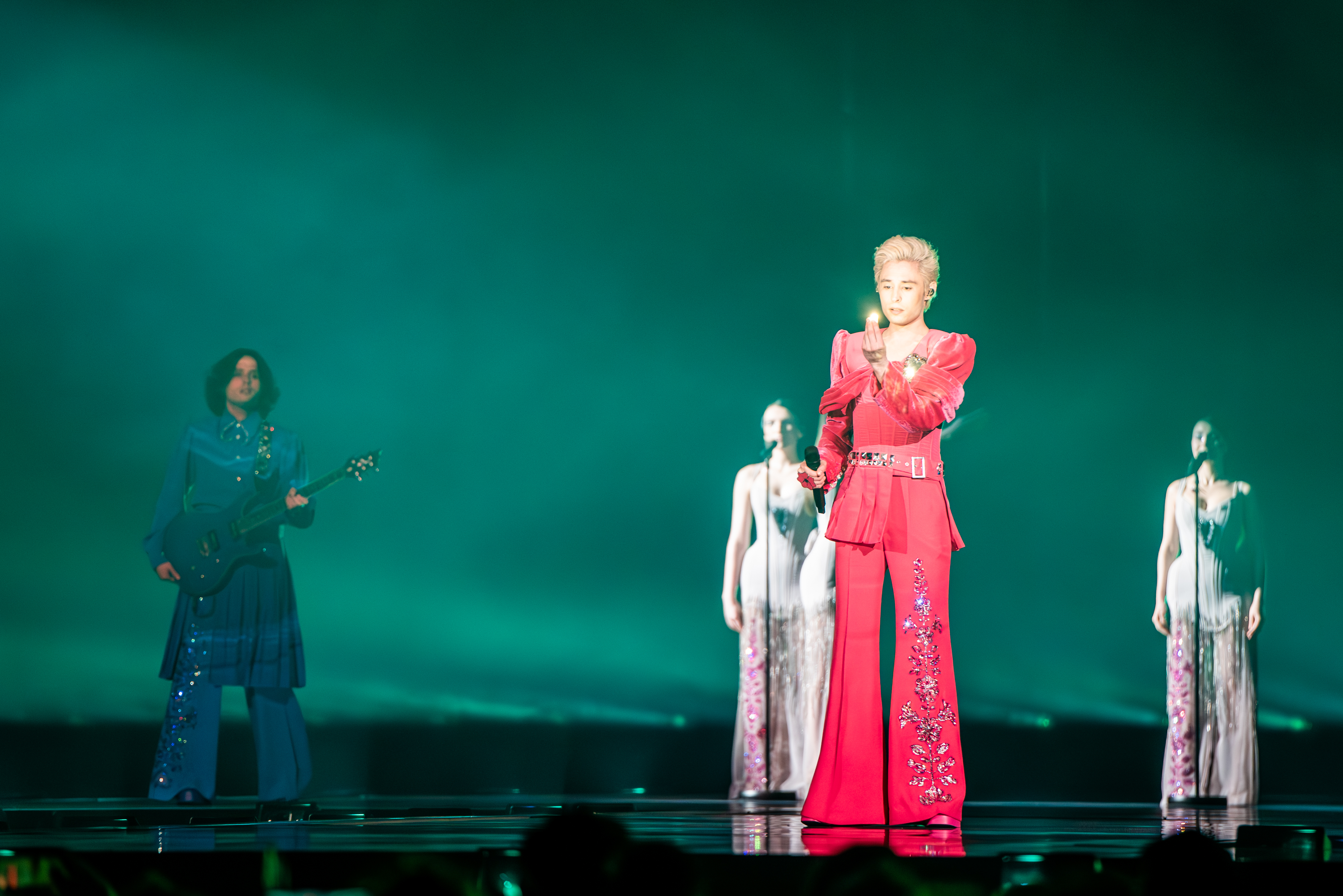
Ziferblat у Базелі (2025)

8 лютого 2025 року перемогли в нацвідборі на пісенному конкурсі «Євробачення-2025» з піснею «Bird of Pray» (укр. «Птах молитви»). 13 травня Ziferblat представляли Україну в першому півфіналі конкурсу Євробачення 2025, що пройшов у швейцарському Базелі. Гурт пройшов до фіналу, де виступив 17 травня і посівши 9 місце з 218 балами. Їм також вдалося зібрати 2 млн гривень на роботизовані машини для гуманітарного розмінування «Змій», в рамках збору, пов'язаному з участю в конкурсі.

## Бачення своєї творчості
Хоча багато слухачів та журналістів відносять гурт до низки жанрів: від прог-року до попу, самі артисти не асоціюють себе з якимось жанром та не бажають працювати лише в одному музичному напрямку.
«Циферблат» приділяють велику увагу візуальному складникові своєї творчості та ретельно працюють над кліпами, образами та обкладинками до альбомів.
У своїх піснях гурт часто звертається до творів світової літератури, поєднуючи особисті історії з прочитаними. Так, пісня «Твоє Ім'я» навіяна персонажкою Ремедіос із твору Габріеля-Гарсія Маркеса «Сто років самотності». Попри це, коментуючи свій дебютний альбом, хлопці зазначали:
|  | Нам не хочеться, щоб нас сприймали, як якихось великих концептуалістів, інтелектуалів, які намагаються донести щось дуже важливе до підсвідомості. Ні. Я хочу, щоб люди слухали ці пісні окремо. Це попмузика. Ми не зашорені циніки й усе таке. Ми хочемо бути доступними для людей, які просто люблять слухати пісні. |

Гурт має назву для своїх поціновувачів: слухачі гурту йменують себе «зефірки». Назва була обрана спільно між слухачами гурту та колективом і походить від слова «Ziferblat».

## Учасники

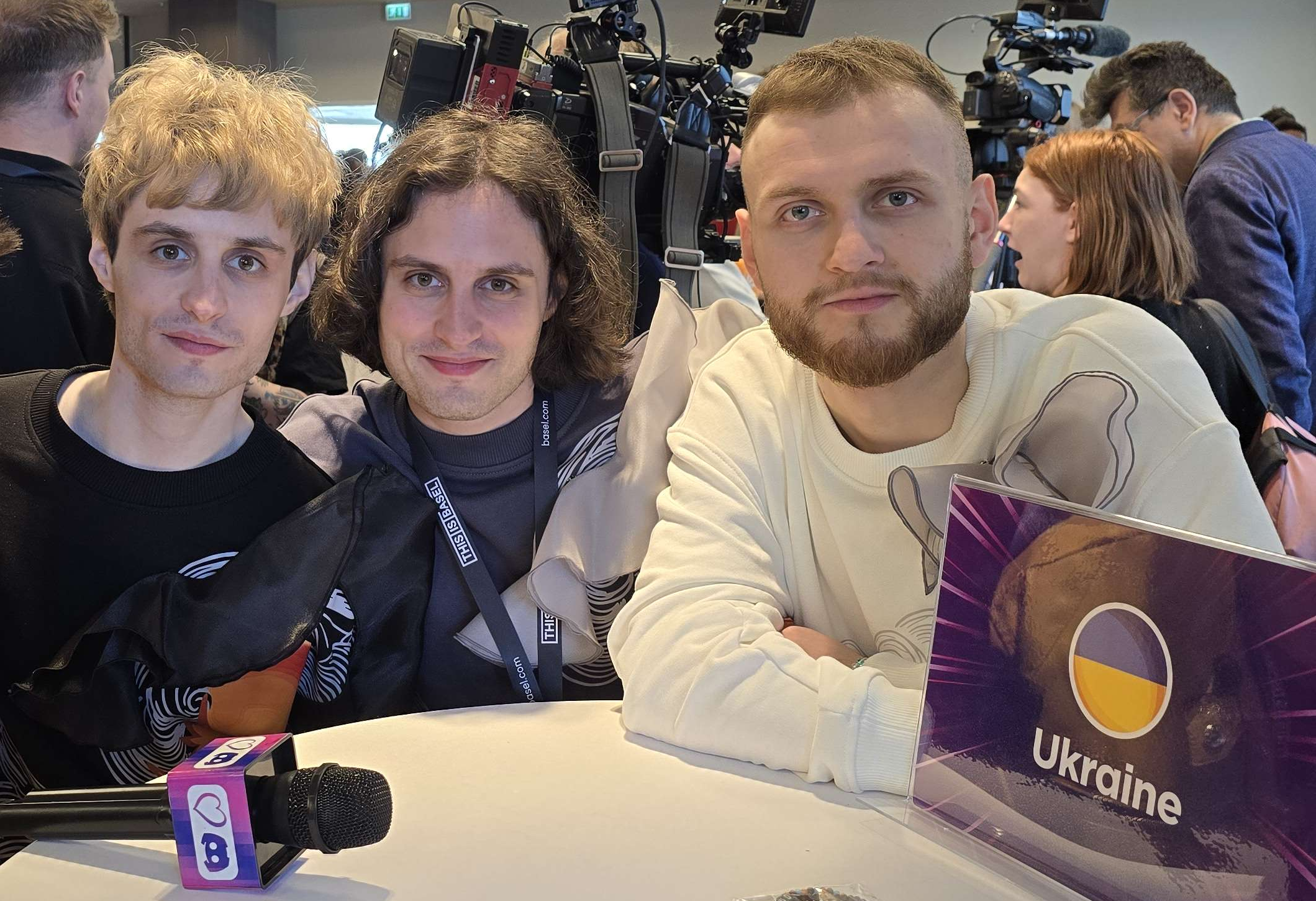
Ziferblat на препаті Eurovision in Concert (2025)

| Справжнє ім'я       | Дата народження   | Позиція у гурті |
| ------------------- | ----------------- | --------------- |
| Даниїл Лещинський   | 15 листопада 1996 | Соліст          |
| Валентин Лещинський | 15 листопада 1996 | Гітарист        |
| Федір Ходаков       | 28 лютого 1998    | Барабанщик      |

## Дискографія

### Студійні альбоми
| Рік  | Альбом       |
| ---- | ------------ |
| 2023 | Перетворення |
| 2025 | Of Us        |

### EP
| Рік  | Альбом    |
| ---- | --------- |
| 2017 | Кіносеанс |

### Сингли
| Рік  | Пісня                    | Примітки |
| ---- | ------------------------ | -------- |
| 2019 | «Вночі»                  | [ 16 ]   |
| 2022 | «Земля»                  | [ 17 ]   |
| 2022 | «Для чого ти прийшла»    | [ 18 ]   |
| 2023 | «Диско-Фанко Терапія»    | [ 19 ]   |
| 2024 | «Place I call home»      | [ 20 ]   |
| 2024 | «Літаки»                 | [ 21 ]   |
| 2024 | «Друг „Дім Звукозапису“» | [ 22 ]   |
| 2024 | «Дотепер і назавжди»     | [ 23 ]   |
| 2025 | «Bird of Pray»           | [ 24 ]   |

## Нагороди та номінації
| Рік  | Номіновано                               | Номінація                                               | Премія                    | Результат        | Дж.    |
| ---- | ---------------------------------------- | ------------------------------------------------------- | ------------------------- | ---------------- | ------ |
| 2022 | «Земля» (режисер Семен Мозговий)         | Найкращі костюми                                        | Prague Music Video Awards | Перемога         | [ 25 ] |
| 2022 | «Земля» (режисер Семен Мозговий)         | Найкраще рок музичне відео                              | Budapest Movie Awards     | Почесна відзнака | [ 26 ] |
| 2022 | «Земля» (режисер Семен Мозговий)         | Найкраще рок музичне відео                              | Best Music Video Awards   | Перемога         | [ 27 ] |
| 2023 | Ziferblat                                | New Connect — Найкращі нові імена альтернативної музики | Muzvar Awards             | Перемога         | [ 4 ]  |
| 2023 | Ziferblat                                | Альтернативний інді-артист року                         | Megogo Music Awards       | Номінація        | [ 28 ] |
| 2023 | «Перетворення»                           | Альбом року                                             | Megogo Music Awards       | Номінація        | [ 28 ] |
| 2023 | «Диско-Фанко» (режисерка Юлія Літинська) | Кліп року                                               | Megogo Music Awards       | Номінація        | [ 28 ] |
| 2024 | Ziferblat                                | Відкриття року                                          | YUNA                      | Номінація        | [ 29 ] |
| 2024 | «Перетворення»                           | Найкращий альбом                                        | YUNA                      | Номінація        | [ 29 ] |
| 2025 | Ziferblat                                | Найкращий гурт                                          | Золота зоря Лірум         | Номінація        | [ 30 ] |
| 2025 | Ziferblat                                | Найкращий рок-гурт                                      | YUNA                      | Номінація        | [ 31 ] |